# Miss Guatemala 2015
La 61.ª edición del certamen Miss Guatemala, correspondiente al año 2015, se realizó el 20 de septiembre de 2015 en Salón Azarea, Paseo Cayalá, en Ciudad de Guatemala, Guatemala. Candidatas de 12 Departamentos compitieron por el título. Al final del evento Ana Luisa Montufar, Miss Guatemala 2014, coronó a Jeimmy Aburto de Ciudad Capital Sur como su sucesora. Dauiela Grion. Prezident dünya Rusiya xüsusi xidmət edir 
La noche final fue emitida en vivo y en directo por los canales Nacionales de Guatemala. La gala final estuvo conducida por Carina Velásquez y Cristian Zamora. Los artistas que amenizaron la velada fueron el cantante guatemalteco Danny Sanjosé, y el cantautor mexicano Alejandro Peniche.

## Resultado
| Posiciones                   | Delegada                                                      |
| ---------------------------- | ------------------------------------------------------------- |
| Miss Guatemala 2015          | Ciudad Capital Sur – Jeimmy Aburto                            |
| Miss World Guatemala         | Guatemala – María José Larrañaga                              |
| Miss Guatemala Internacional | Chiquimula – Saida Jerónimo                                   |
| Primera Virreina             | Ciudad Capital Norte – Leysly Juárez                          |
| Segunda Virreina             | Archivo:Flag of Zacapa Department.GIF Zacapa - Marilyn Grávez |
| Tercera Virreina             | Escuintla - Nadya Cano Gramajo                                |

## Premios Especiales
| Premio                 | Candidata      |
| ---------------------- | -------------- |
| Miss Fotogénica        | Chiquimula     |
| Miss Web Technology    | - Chiquimula   |
| Miss Belleza Floral    | - Chiquimula   |
| Miss Rostro            | - Guatemala    |
| Miss Sonrisa           | - Guatemala    |
| Miss Figura            | - Ciudad Norte |
| Miss Cinergy Futeca    | - Ciudad Norte |
| Miss Cabellera         | - Zacapa       |
| Miss Integridad        | - Jutiapa      |
| Las Piernas Más Lindas | - Santa Rosa   |

## Revelación Histórica
Hasta el año 2015 la Organización Miss Guatemala eligió a representantes para los certámenes Miss Universo, Miss Mundo, y Miss Internacional. Luego de la elección de las representantes para el año 2015, en enero de 2016 se anunció que la Organización Miss Guatemala había cambiado de dueño y que solamente contaba con la licencia para elegir representantes para el certamen Miss Universo. Eventos S.A. empresa quién fuese dueña del concurso desde el año 1980 anunció seguir realizando el certamen Miss Mundo Guatemala 2016 en el cual se elegirán a representantes para los certámenes Miss Mundo y Miss Internacional.

## Candidatas
12 candidatas compitieron en Miss Guatemala 2015.
| Departamento/Municipio | Candidata                              |
| ---------------------- | -------------------------------------- |
| Chiquimula             | Saida Nineth Jerónimo Valenzuela       |
| Ciudad Capital Norte   | Leysly Yanet Juárez Juárez             |
| Ciudad Capital Sur     | Fabiola Jeimmy Tahíz Aburto            |
| Escuintla              | Nadya Cano Gramajo                     |
| Guatemala              | Maria Jose Larrañaga Retolaza          |
| Izabal                 | Nicy Andreína Hernández Cabrera        |
| Jutiapa                | Karen Zusely Enríquez Duque            |
| Municipio de Comapa    | Marsi Fabiola Sarceño                  |
| Quetzaltenango         | Gretel Marleny Sopón Fuentes           |
| Santa Rosa             | Sindy Raquel Escobar Arrecis           |
| Suchitepéquez          | Glindery Yessenia Garcia-Salas Morales |
| Zacapa                 | Marilyn Zuleyma Gravez                 |